# Marcus Webb
Marcus Lataives Webb (nacido el 09 de mayo de 1970 en Mobile, Alabama) es un exjugador de baloncesto estadounidense. Con 2.06 de estatura, su puesto natural en la cancha era el de pívot.

## Trayectoria
- Sidney Lanier High School
- Universidad de Alabama (1988-1992)
- Atlanta Eagles (1992)
- Boston Celtics (1992-1993)
- Tainos de Cabo Rojo (1993)
- Pau-Orthez (1993-1994)
- Tofaş Bursa (1994-1995)
- Chicago Rockers (1995-1996)
- Piratas de Quebradillas (1996)
- CSKA Moscú (1996-1998)
- Besiktas (1998)
- APOEL Nicosia (1999-2000)
- Pınar Karşıyaka (2000)
- Obras Sanitarias (2004-2005)